# Sticker
『Sticker』（スティッカー）は、韓国のボーイズグループ・NCT 127の3作目のオリジナルアルバム。2021年9月17日にDreamusから発売された。2021年10月25日には、リパッケージアルバム『Favorite』（フェイバリット）が発売された。

## 概要
- 2ndフルアルバム『Neo Zone/Neo Zone: The Final Round』より、約1年半ぶりのカムバック。
- 予約販売から1日で先行注文数が132万枚を記録した[8]。
- 発売から1週間で215万枚の売り上げを記録し、ダブルミリオンセラーを達成した[9]。

## プロモーション

### 予告編
- 8月21日、団体トレーラー映像「Who is STICKER」を公開した。
日中は工大生としての生活を送り、夜にはハッカーとして秘密の日常を送るというコンセプト[10]。
- 8月25日より「Sticky」バージョンの個人ティーザーを公開した。
NCTのグループカラーであるグリーンを背景に様々なオブジェを活用した、トレンディでセクシーなコンセプト[11]。
- 9月1日「Seoul City」バージョンのティーザーイメージを公開した。
NCT 127の拠点都市であるソウルの夜景を背景にした、夢幻的なコンセプト[12]。
- 9月13日から19日まで、本アルバムの大型広告が渋谷駅に掲載された[13]。

### ミュージックビデオ
- 9月4日より、収録曲「Dreamer」「Magic Carpet Ride」「Road Trip」「Lemonade」の4曲のトラックビデオを公開した。
- 9月17日、タイトル曲「Sticker」ミュージックビデオを公開した。
ネオンが輝く未来的な西部劇の街中でメンバーたちがアクションを繰り広げており、随所で聞こえる効果音が映画のような臨場感を演出している[14][15]。

### イベント
- 9月17日、CBS『レイト×2ショー with ジェームズ・コーデン』に出演し、タイトル曲「Sticker」を初披露した[16]。
- 10月12日、日本テレビ系『スッキリ』[17][18]、10月23日放送のNHK総合『シブヤノオト』に出演し、タイトル曲「Sticker」を披露した[19]。

### アレンジバージョン
- 2021年12月30日、タイトル曲「Sticker」のリミックスシングル「iScreaM Vol. 13 : Sticker Remixes」が公開された[20]。Will Not FearバージョンとLodge Boyバージョンの2つのリミックスバージョンが収録されている[20]。
- 2025年4月11日、収録曲「Lemonade」「Breakfast」のリミックスバージョン「Lemonade (RayRay Remix)」「Breakfast (ASHID & 9INE6IX Remix)」をリリース。SM傘下のダンスミュージックレーベル・ScreaM Recordsのコンピレーションアルバム『K-POP ScreaM 2』に収録されている[21]。

## チャート成績
- ガオンチャートアルバムランキングにて、週間1位を獲得した。
- 2021年10月4日付のオリコン週間アルバムチャートにて、1位を記録した[22][23]。
- Billboard 200では、グループ最高位となる3位を記録し、本チャートのトップ3に入った4組目のK-POPアーティストとなった[7]。また、2022年1月19日付で17週連続ランクインを果たし、2021年に発売されたK-POPアーティストのアルバムとして、最長ランクイン記録を更新した[24]。また「Top Albums Sales」「Top Current Albums Sales」「Top World Albums」「Top Independent Albums」など、ビルボードの4つのチャートにて、1位を獲得した[22]。
- 全世界のアルバムセールス集計サイト・MediaTrafficが発表しているユナイテッド・ワールド・チャートにて、2週連続1位を獲得した[22]。
- ドイツの公式音楽チャート・Offizielle Deutsche ChartsのアルバムTOP100（10月1日 - 10月7日）では34位を記録し、2週連続チャートインを果たした[22]。
- 全英アルバムチャートでは初となる、オフィシャルアルバムチャートトップ100にランクインし、40位を記録した[22][25]。
- オーストラリアのARIAチャートでは、16位を獲得した[22]。

## 受賞・評価
- 第6回Asia Artist Awards 「大賞（今年のアルバム）」受賞[26]
- 第2回亜洲流行音楽大賞「今年のアルバムTOP 20（海外）」受賞[27]
- 第36回ゴールデンディスク賞「本賞（アルバム部門）」受賞[28]
- 第11回ガオンチャートミュージックアワード「今年の歌手賞（アルバム部門・第4四半期）」受賞[29]
- NYLON「THE TOP K-POP ALBUMS OF 2021」選出[30]
- NME「The 25 Best K-pop Songs of 2021」選出（「Sticker」）[31]
- Paper「The 40 Best K-Pop Songs of 2021」選出（「Sticker」）[32]
- Teen Vogue「The 54 Best K-Pop Songs of 2021」選出（「Sticker」）[33]

## 収録曲
1. Sticker [3:47]
  - 作詞：YOO YOUNG JIN、TAEYONG、MARK
  - 作曲：YOO YOUNG JIN、Dem Jointz、Calixte、Prince Chapelle、Ryan S. Jhun
  - 編曲：YOO YOUNG JIN、Dem Jointz、Ryan S. Jhun

タイトル曲。笛の音が印象的なヒップホップ曲。ポイントダンスでは、スティッカーが張り付く様子をハンドジェスチャーで表現している。
2. Lemonade [3:10]
  - 作詞：한여르메(153/Joombas)、트루(153/Joombas)
  - 作曲：Charles "Rokman" Rhodes、Benji Bae
  - 編曲：Rokman

強烈な808ベースとミニマルなドロップサウンドが印象的なヒップホップダンスナンバー[34]。
歌詞には、レモネードをかき回すように、自信ある態度で世の中のノイズのような話は余裕を持って切り抜けるという内容が込められている[35]。
3. Breakfast [3:32]
  - 作詞：정하리
  - 作曲：Simon Petren、Andreas Oberg、Ninos Hanna
  - 編曲：Simon Petren

リズミカルなベースラインとシンセサウンドが際立つ、アップテンポなフューチャー・ハウスジャンルのダンス曲[36]。
歌詞には、愛する恋人と朝が来るまでずっと一緒に過ごしたいという感情が描かれる[36]。
4. Focus（같은 시선; 同じ視線）[3:24]
  - 作詞：이창혁 (JamFactory)
  - 作曲：Jaicko Lawrence、Oluwayomi Emmanuel Oredein、Darius Michael Bryant、Otha Davis III、Ryan S. Jhun
  - 編曲：DROYD、LES Alliance、Ryan S. Jhun

グルービーなベースラインとEPサウンド、ギターソースが調和したミディアムテンポのR&B曲[37]。
深まる愛の感情をお互いの視線に入り込む姿にたとえて表現した[37]。
5. The Rainy Night（내일의 나에게; 明日の僕に）[3:19]
  - 作詞：정윤화、서혜리 (Jam Factory)
  - 作曲：SOFTSERVEBOY、SQVARE、Hwan Yang、Ryan S. Jhun
  - 編曲：Ryan S. Jhun、Hwan Yang

穏やかなピアノ旋律に流麗なストリングサウンドが重なるポップバラード曲[38]。
歌詞には、別れを受け入れないまま前に進めないでいるという切ない状況を描いている[38]。
6. Far [3:36]
  - 作詞：사하라 (153/Joombas)
  - 作曲：Alexander Karlsson、Alexej Viktorovitch、Alex Nese
  - 編曲：JeL

雄大な雰囲気のサウンドと効果音が強烈なポップダンス曲[36]。
歌詞には、他人の視線を気にせず、夢に向かって宇宙の向こう側まで堂々と進もうという抱負が込められている[36]。
7. Bring The Noize [3:42]
  - 作詞：김부민、sokodomo
  - 作曲：Hitchhiker、김부민、Aventurina King、John Fulford
  - 編曲：Hitchhiker

中毒性のあるシンセとベースサウンドのドロップに個性豊かなラップが加わったハイブリッドトラップヒップホップナンバー[39]。
8. Magic Carpet Ride [3:38]
  - 作詞：조윤경
  - 作曲：Harvey Mason Jr.、j.Que、Britt Burton、Dewaine Whitmore
  - 編曲：Harvey Mason Jr.

鍵盤楽器のサウンドと甘い雰囲気のボーカルが調和したR&Bポップをベースとしたコンテンポラリーなバラード曲[40]。
愛する人と一緒に夜空を遊泳するような幻想的な歌詞が夢幻的なムードを演出している[40]。
9. Road Trip [3:35]
  - 作詞：Le'mon (153/Joombas)、Vendors (San)、Ellie Suh (153/Joombas)
  - 作曲：Erik Lidbom、MLC
  - 編曲：Erik Lidbom

爽やかなアコースティックギターとメロディが調和したバンドサウンドベースのミディアムポップ曲[41]。
歌詞には、恋人とロードトリップしているこの瞬間を大事にしたいという気持ちが温かく表現されている[41]。
10. Dreamer [3:29]
  - 作詞：백금민 (Jam Factory)
  - 作曲：Mich Hansen、Daniel Davidsen、Peter Wallevik、Boy Matthews、Asia Whiteacre
  - 編曲：Cutfather、PhD

涼しげなブラスとリズミカルなバンドサウンドが軽快さを醸し出すアップテンポなポップダンス曲[42]。
一緒にいる間は悩みを忘れて、みんなで夢を見て楽しもうというポジティブな歌詞が印象的な楽曲[42]。
11. Promise You（다시 만나는 날; また会う日）[3:31]
  - 作詞：ZNEE、Rick Bridges
  - 作曲：Noah Conrad、Rollo Spreckley、Tony Ferrari、Ryan Linvill
  - 編曲：Noah Conrad、Ryan Linvill

爽やかなリードシンセサウンドと強いビートが調和を成すミディアムポップナンバー[43]。
別れた恋人とまた会える日に伝えたい心の中の深い誓いと、相手に対する永遠の思いを率直に歌う[43]。

## リパッケージアルバム

### 概要
- 3rdフルアルバム『Sticker』に「Favorite (Vampire)」「Love On The Floor」「Pilot」の3曲を追加している。
- 先行注文数が106万枚を記録した（2021年10月24日）[47]。
- 『Sticker』と本アルバムで合計358万枚を売り上げた[48]。

### プロモーション
- 公式SNSで掲載された「Story Of Favorite」より、新曲「Favorite」の歌詞をモチーフにした短編小説や、NCT 127のメンバーたちのイメージとクリップ映像が見られるコンテンツが公開された[49]。
- 10月25日、タイトル曲「Favorite (Vampire)」ミュージックビデオを公開した。ミュージックビデオでは、吸血鬼がコンセプトとなっており、ダークな雰囲気の効果的なCGが印象的である。
- 11月18日、NBC『ケリー・クラークソンショー』に出演し、タイトル曲「Favorite」を披露した[50]。

### チャート成績・評価
- ガオンチャート週間アルバムランキングにて、2位を記録した。
- Harper's BAZAAR「The Top 15 K-Pop Albums of 2021」に選出された[51]。
- タイトル曲「Favorite (Vampire)」は、Teen Vogue「The 54 Best K-Pop Songs of 2021」に選出された[33]。

### アレンジバージョン
- 2025年4月11日、収録曲「Love On The Floor」のリミックスバージョン「Love On The Floor (Aurede Remix)」をリリース。SM傘下のダンスミュージックレーベル・ScreaM Recordsのコンピレーションアルバム『K-POP ScreaM 2』に収録されている[21]。

## 収録曲（リパッケージアルバム）
1. Favorite (Vampire) [3:36]
  - 作詞：KENZIE（英語版）
  - 作曲：KENZIE、Rodney 'Darkchild' Jerkins、Rodnae 'Chikk' Bell
  - 編曲：KENZIE、Darkchild

タイトル曲。悲劇的な愛を歌う。
2. Sticker
3. Love On The Floor [3:38]
  - 作詞：구태우
  - 作曲：Michael Jiminez、Jeremy "Tay" Jasper、Dylan Huling、Timothy 'Bos' Bullock、Rick `Hautboi Rich` Heymann
  - 編曲：Timothy 'Bos' Bullock

エネルギッシュなビートと強烈なベースラインが際立つR&Bダンスナンバー[52]。
歌詞には、ダンスを通じて愛する人に対するときめきをロマンチックに表現した[52]。
4. Lemonade
5. Breakfast
6. Pilot [3:29]
  - 作詞：밍지션 (minGtion)、JUNNY (주니)
  - 作曲：밍지션 (minGtion)、JUNNY (주니)
  - 編曲：밍지션 (minGtion)

ホイッスルサウンドの上にリズミカルなベースとシンセサウンドがマッチしたミディアムR&Bポップナンバー[52]。
愛する人のパイロットになって共にするすべての瞬間に旅行するような幸福をプレゼントするというメッセージが込められている[52]。
7. Focus（같은 시선; 同じ視線）
8. The Rainy Night（내일의 나에게; 明日の僕に）
9. Far
10. Bring The Noize
11. Magic Carpet Ride
12. Road Trip
13. Dreamer
14. Promise You（다시 만나는 날; また会う日）